# Тымлат (село)
Тымлат — село в Карагинском районе Камчатского края России. Образует сельское поселение село Тымлат.
Расположено в низовьях реки Тымлат вблизи побережья Карагинского залива Берингова моря. Находится в 27 км к северу от Оссоры и в 770 км от Петропавловска-Камчатского.
Село появилось не позднее 1901 года. Название в переводе с коряк. — «прижатый».

## Сельское поселение
Статус и границы сельского поселения установлены Законом Корякского автономного округа от 2 декабря 2004 года № 365-ОЗ «О наделении статусом и определении административных центров муниципальных образований Корякского автономного округа».

## Население
| 2002 | 2008 | 2010 | 2012 | 2013 | 2014 | 2015 |
| ---- | ---- | ---- | ---- | ---- | ---- | ---- |
| 904  | ↘866 | ↘682 | ↘679 | ↘659 | ↘645 | ↘639 |
| 2016 | 2017 | 2018 | 2019 | 2020 | 2021 |      |
| ↘631 | ↗638 | ↗644 | ↗652 | ↘636 | ↘486 |      |

Национальный состав (2002): коряки — 78 %.

## Экономика и инфраструктура
Градообразующее предприятие Тымлатский рыбокомбинат — один из крупнейших в регионе и самый большой в Корякии. Практически полностью сгорел в июне 2016 года. В 2018 году на месте уничтоженного пожаром предприятия был построен новый завод. Также ведёт деятельность сельскохозяйственная артель «Дружба» по выделу шкур морского зверя и оленеводству.
В селе действуют: школа на 192 учащихся, детский сад на 50 мест, музыкальная школа; отделение врача общей практики, дом культуры, баня, 5 магазинов. Метеостанция. Православный приход храма в честь Преображения Господня.
Система электроснабжения села изолированная, осуществляется от местной ДЭС суммарной мощностью 1635 кВт, при этом фактически в работе задействована одна установка на 320 кВт, остальные три генератора находятся в резерве. Система теплоснабжения посёлка централизованная, от угольной котельной. Водоснабжение осуществляется из подземного источника и обеспечивается одной артезианской скважиной. При этом разбор горячей воды для нужд населения ведётся из системы отопления. Очистка бытовых сточных вод не производится, ливневая канализация полностью отсутствует. В целях защиты села Тымлат от паводков запланировано строительство земляной дамбы протяжённостью 1,6 км